# Motty
Motty, né le 11 juillet 1978 au zoo de Chester (Cheshire) et mort le 21 juillet 1978 au zoo de Chester (Cheshire), est le seul spécimen hybride connu entre un éléphant d'Asie et un éléphant d'Afrique. 
Il a été nommé d'après George Mottershead (en) qui a fondé le zoo de Chester en 1931. Le jeune éléphant mâle est né le 11 juillet 1978 au zoo de Chester, de mère asiatique Sheba et de père africain Jumbolino.

## Apparence
La joue, les oreilles (longues avec des lobes pointus) et les pattes (plus longues et plus minces) de l'animal étaient de type africain, tandis que le nombre d'ongles (5 avant, 4 postérieurs) et la trompe à un seul doigt étaient de type asiatique ; la trompe était cependant plissée comme chez les éléphants d'Afrique. Le front était incliné avec un dôme et deux dômes plus petits derrière. Le corps était de type africain, mais avait une bosse centrale de type asiatique et une bosse arrière de type africain.

## Cause de décès
Malgré des soins intensifs, Motty est mort à la suite d'une infection ombilicale dix jours après sa naissance, le 21 juillet. L'autopsie a révélé que la mort était due à une entérocolite nécrosante et à une septicémie à E. coli. Son corps est conservé au musée d'histoire naturelle de Londres.

## Autres hybrides
Des extraits d'ADN d'éléphant à défenses droites, une espèce éteinte d'éléphant européen génétiquement proche de l'éléphant de forêt africain, montrent qu'il s'est hybridé avec l'éléphant d'Asie et le mammouth laineux.

## Biologie
Bien que l'éléphant d'Asie Elephas maximus et l'éléphant d'Afrique Loxodonta africana appartiennent à des genres différents, ils partagent le même nombre de chromosomes, rendant ainsi l'hybridation, du moins à cet égard, théoriquement possible.